# Terence Fisher
Terence Fisher (Londres, 23 de fevereiro de 1904 – Twickenham, 18 de junho de 1980) foi um diretor de cinema britânico, que atuou principalmente regendo filmes da Hammer Films.

## Biografia
Fisher foi, sem dúvida, um dos diretores de filmes de terror mais influentes da segunda metade do século XX. Primeiro a imprimir o estilo gótico com a tecnologia a cores da Technicolor, com ênfase no sangue, na sensualidade e horror explícito que, se hoje parecem moderados, foram uma inovação em seu tempo.
Seu primeiro filme de terror gótico foi The Curse of Frankenstein (1957), que deu início à sua longa parceria com a Hammer Productions, e fez dos actores britânicos Peter Cushing e Christopher Lee as principais estrelas do terror, na época.
Foi, também, responsável pela adaptação para o cinema de alguns clássicos da literatura de terror, como Dracula (1958), The Hound of the Baskervilles (1959) e The Mummy (1959).
Apesar de sua temática ser sombria e escatológica, seus filmes foram comercialmente bem sucedidos, mesmo que a crítica sempre o desdenhasse, ao longo de sua carreira. Somente após sua morte é que houve um justo reconhecimento por seus trabalhos.
Seu estilo pode ser definido como próprio, uma mistura de contos de fadas, mitos e sensualidade. Ao longo disso, uma temática cristã está fortemente presente, onde as forças do mal são derrotadas por um herói através da combinação da fé em Deus com a razão, em contraste com outras personagens que ou são bastante supersticiosos ou céticos, como observou o crítico Paul Leggett (in: Terence Fisher: Horror, Myth and Religion, 2001).
Uma completa análise de seus trabalhos foi feita na obra "The Charm of Evil: The Films of Terence Fisher" de Wheeler Winston Dixon (Londres, Scarecrow Press, 1991).

## Principais filmes
- Frankenstein and the Monster from Hell (1973)
- Frankenstein Must Be Destroyed (1969)
- The Devil Rides Out (1968)
- Night of the Big Heat (1967)
- Frankenstein Created Woman (1967)
- Dracula: Prince of Darkness (1966)
- Island of Terror (1966)
- The Earth Dies Screaming (1965)
- The Gorgon (1964)
- The Phantom of the Opera (1962)
- The Brides of Dracula (1960)
- The Curse of the Werewolf (1960)
- The Mummy (1959)
- The Hound of the Baskervilles (1959)
- The Revenge of Frankenstein (1958)
- Dracula (1958)
- The Curse of Frankenstein (1957)
- Four Sided Triangle (1953)
- So Long at the Fair (1950, com Anthony Darnborough)
- The Astonished Heart (1949, com Anthony Darnborough)